# H aspiré en français
 (octobre 2013).
Si vous disposez d'ouvrages ou d'articles de référence ou si vous connaissez des sites web de qualité traitant du thème abordé ici, merci de compléter l'article en donnant les références utiles à sa vérifiabilité et en les liant à la section « Notes et références ».
Dans la prononciation du français, le h aspiré est utilisé pour désigner la lettre h initiale dans la graphie de certains mots dont la prononciation commence par une voyelle mais qui ne permettent ni l'élision ni la liaison quand ils sont précédés d'un autre mot.
L'emploi en grammaire du mot "aspiré" peut surprendre, car ces "aspirations" consistent à faire entendre des souffles. Ces termes sont de tradition latine et se rattachent au latin aspirare, souffler.
Le h aspiré ne se prononce plus dans la plupart des variantes du français ; le h aspiré est encore prononcé comme une légère consonne fricative glottale sourde [h] en français dans certains mots en Acadie, au Manitoba, en Ontario, en Louisiane, en Normandie, en Wallonie, en Vendée, en Dordogne. Jusqu’au XVIIIe, le h aspiré pouvait encore se traduire dans la prononciation par un coup de glotte [ʔ] :
- pour « hache » : « la hache » [laaʃ] ou, désuet, [laʔaʃ] et « les haches » [leaʃ] ou, désuet, [leʔaʃ].

Certains dictionnaires ou ouvrages linguistiques généraux français, dont le Petit Robert, notent le h aspiré en précédant la lettre d’un signe comme l’astérisque devant la graphie, ou à l’aide de l’apostrophe dans la transcription phonétique (contrairement à l’usage de l’Alphabet phonétique international où l’apostrophe indique une consonne éjective). L’apostrophe est par ailleurs utilisée dans certaines translittérations pour indiquer le coup de glotte. Le symbole le plus juste de l’API est le point ‹ . ›  

## Origine
En général, en français moderne, le « h » initial est aspiré pour les mots d'origine germanique et muet pour les mots d'origine latine.
En latin, la lettre « h » est devenue muette dès l'époque de l'Empire et les locuteurs du gallo-roman ignoraient la fricative laryngale [h]. C'est l'usage simultané du vieux-francique, source d'emprunts lexicaux abondants, qui a conduit à la réintroduction de ce phonème, présent à l'initiale de nombreux mots d'origine germanique latinisés : *helm > heaume, *huls > houx, *harlsberg > haubert, *haunjan > honnir, *haunita > honte, *happja > hache, etc.
En revanche, le « h » initial des mots d'origine latine est resté dans la plupart des cas muet. En moyen français, la lettre a souvent été réintroduite dans la graphie, par souci étymologique, mais sans engendrer de modification dans la prononciation (sans aspiration) pour autant : herba > erbe > herbe, hospitale > ostel > hôtel, par exemple. Parfois, elle est demeurée omise même à l'écrit, comme pour habere > avoir ou homo (atone) > on (alors qu'on l'a rétabli dans homme de même étymologie).
Plus rarement, le « h » aspiré s'est étendu à des mots d'origine latine (herse, harceler), et le bilinguisme germano-roman a produit quelques cas singuliers d'hybridation : ainsi, le latin altus a donné le gallo-roman haltus, puis le français haut, avec un « h » aspiré, par contamination du francique hoh,>.
Le « h » aspiré est resté prononcé jusqu'aux XVIIe et XVIIIe siècles. Il ne l'est plus en français contemporain mais a laissé la trace du hiatus qu'entraîne l'absence d'élision et de liaison,.

## Liste des mots français commençant par unhaspiré
La liste suivante ne contient que des mots d’entrées de dictionnaires, mais pas tous les mots dérivés possibles (tels les participes passés des verbes transitifs utilisés comme adjectifs ou substantivés), ni tous les mots composés (par exemple comportant le mot haut), ni toutes leurs désinences (accords de genre ou de nombre réguliers, conjugaisons), sauf en cas de confusion possible entre deux homonymes distingués uniquement par des signes diacritiques.
Dans tous les mots français commençant par la lettre h, la lettre suivante est toujours une voyelle. Parmi les rares mots qui utilisent la voyelle y après le h aucun n’est aspiré (origine grecque). Devant les autres voyelles, le h est le plus souvent aspiré. Cependant, lorsque le terme est d'origine latine ou grecque, le h est un simple graphe étymologique dans la plupart des cas. Dans toutes les interjections, et les mots tirés de cris d’animaux ou de sons produits par un objet, le h est expiré.
Dans les dictionnaires français, les mots dont le h initial est aspiré sont traditionnellement précédés d'un astérisque, mais sans influence sur leur classement alphabétique. La liste suivante est a priori complète, selon le dictionnaire du Trésor de la langue française, et le dictionnaire de l'Académie française. Mais il peut lui manquer les emprunts récents de la langue. En général, si le mot emprunté récemment possède un son [h] articulé correspondant à la lettre h dans sa langue d’origine (les langues germaniques et les langues orientales notamment), le /h/ sera conservé dans l’orthographe française, et sera aspiré.

### Mots commençant parha-ethai-
La plupart des mots commençant par ha- ont un h aspiré, le plus souvent d’origine étymologique, que l'emprunt soit plus récent (normand, arabe, turc, allemand, anglais, voire espagnol), ou soit plus ancien (germanique, voire celtique).
| - habanera (n. f.) - hâbler (v. tr. ou intr.) - hâblerie (n. f.) - hâbleur, -euse (adj. ou n. m./f.) - hache (n. f.) - hache-écorce (n. m. sing.) - hache-écorces (n. m. pl.) - hache-fourrage (n. m. invar.) - hache-légumes (n. m. invar.) - hache-maïs (n. m. invar.) - hache-paille (n. m. invar.) - hacher (v. tr.) - hachereau, -eaux (n. m. sing./pl.) | - hache-sarment (n. m. sing. ou pl.) - hache-sarments (n. m. pl.) - hachette (n. f.) - hache-viande (n. m. invar.) - hachage (n. m.) - hacheur, -euse (adj. ou n. m./f.) - hachis (n. m.) - hachich (n. m.) - hachisch (n. m.) - hachoir (n. m.) - hachure (n. f.) - hack (n. m. angliscisme) - hackeur, -euse (n. m./f.) | - hacquebute ou haquebute (n. f.) - hacquebutier ou haquebutier (n. m.) - hadal, -aux (adj. sing./pl.) - haddock (n. m.) - hadîth (n. m.) - hadj (n. m.) - hadji (n. m.) - HADOPI (sigle. n. propre f.) - haguais (adj.) - Haguais, -aise (n. m./f.) - Hague, la (n. propre f.) - hagard (adj.) - ha ! ha ! (interj.) | - haha (n. m.) - hahé ! (interj. ou n. m.) - haie (n. f.) - haïe (part. pass. de haïr) - haïk (n. m.) - haïku (n. m.) - haillon (n. m.) - haillonneux, -euse (adj. ou n. m./f.) - haine (n. f.) - haineux, -euse (adj. m./f.) - haineusement (adv.) - haïr (v. tr.) - haïssable (adj.) |

### Mots commençant entrehal-ethaq-
| - halage (n. m.) - halbran (n. m.) - HALDE (sigle, n. propre f.) - hâle (n. m.) - halecret (n. m.) - haler (v. tr.) - hâler (v. intr.) - haleter (v. intr.) - halètement (n. m.) - hall (n. m.) - halle (n. f.) - hallebarde (n. f.) - hallebardier (n. m.) - hallier (n. m.) - hallstatien, -ienne (adj. m./f.) - halo (n. m.) | - haloir ou hâloir (n. m.) - halophile (adj. ou n. m.) - halot (n. m.) - halte (n. f.) - halva (n. m.) - hamac (n. m.) - hamada (n. f.) - hamal ou hammal (n. m.) - Hambourg (n. propre m.) - hamburger (n. m.) - hameau, -eaux (n. m. sing./pl.) - Hameln (n. propre m.) - hammal ou hamal (n. m.) - hammam (n. m.) - Hammerfest (n. propre) - hammerless (n. m.) | - hampe (n. f.) - hamster (n. m.) - han ! (interj. ou n. m.) - hanap (n. m.) - hanche (n. f.) - hanchement (n. m.) - hancher (v. tr. ou intr. ou pr.) - hand (n. m., abrév.) - handball ou hand-ball (n. m.) - handballeur, -euse (n. m./f.) - handicap (n. m.) - handicaper (v. tr.) - hangar (n. m.) - hanneton (n. m.) - hannetonner (v. tr. ou intr.) - hanse (n. f.) | - hanséatique (adj.) - hanter (v. tr.) - hantise (n. f.) - happe (n. f.) - happelourde (n. f.) - happer (v. tr.) - happening (n. m. angliscisme) - happement (n. m.) - happy-end ou happy end (n. m. angliscisme) - haquebute ou hacquebute (n. f.) - haquebutier ou hacquebutier (n. m.) - haquenée (n. f.) - haquet (n. m.) |

### Mots commençant entrehar-ethas-
| - hara-kiri (n. m.) - harangue (n. f.) - haranguer (v. tr.) - harangueur, -euse (n. m./f.) - haras (n. m.) - harassant (adj.) - harasser (v. tr.) - harassement (n. m.) - harceler (v. tr.) - harcèlement (n. m.) - harceleur, -euse (n. ou adj. m./f.) - hachich (n. m.) - Harald (n. propre m.) - harde (n. f.) - harder (v. tr.) - hardes (n. f. pl.) - hardi (adj.) | - hardiesse (n. f.) - hardiment (adv.) - hardware (n. m. angliscisme) - harem (n. m.) - hareng (n. m.) - harengère (n. f.) - haret (adj. m.) - harfang (n. m.) - hargne (n. f.) - hargneux, -euse (adj. m./f.) - hargneusement (adv.) - haricot (n. m.) - haricoter (v. tr.) - haridelle (n. f.) - harissa (n. f.) - harka (n. f.) - harki (n. m.) | - harle (n. m.) - harlou ! (interj. n. m.) - harnacher (v. tr.) - harnacheur, -euse (n. ou adj. m./f.) - harnachement (n. m.) - harnais (n. m.) - harnois (n. m. vieux) - Harold (n. propre m.) - haro ! (interj. ou n. m.) - harpailler, se (v. pronom.) - harpe (n. f.) - harper (v. tr. ou intrans.) - harpie (n. f.) - harpiste (n. m./f.) - harpon (n. m.) - harponner (v. tr.) - harponneur, -euse (n. ou adj. m./f.) | - harponnage (n. m.) - Harry (n. propre m.) - hart (n. f. vieux) - Harvard (n. propre f.) - hasard (n. m.) - hasarder (v. tr. ou pr.) - hasardeux, -euse (adj. m./f.) - hasardeusement (adv.) - has-been (n. m./f.) - haschich (n. m.) - hase (n. f.) - hast (n. m. vieil.) - hastaire (n. m.) - haste (n. f.) - Hastings (n. propre f.) |

### Mots commençant entrehat-ethaz-
| - hâte (n. f.) - hâtelet (n. m.) - hâtelette (n. f.) - hâter (v. tr. ou pr.) - hâtier (n. m.) - hâtif, -ive (adj. m./f.) - hâtiveau (n. m.) - hâtivement (adv.) - hauban (n. m.) - haubaner (v. tr.) - haubaneur, -euse (n. ou adj. m./f.) - haubergeon (n. m.) - haubert (n. m.) - hausse (n. f.) - hausse-col (n. m.) - haussement (n. m.) - hausse-pied (n. m.) | - hausser (v. tr.) - hausseur, -euse (n. ou adj. m./f.) - hausseusement (adv.) - haussier (n. m.) - haussier, -ière (adj. m./f.) - haut (adj.) - hautain (n. m.) - hautain, -aine (adj.) - hautbois (n. m.) - haut-de-chausses (n. m. sing.) - haut-de-forme (n. m. sing.) - haute-contre (n. m./f. sing.) - haute-forme (n. m. sing.) - hautement (adv.) - hautesse (n. f.) - hauteur (n. f.) - hautes-contre (n. m./f. pl.) | - hautes-formes (n. m. pl.) - haut-fond (n. m. sing.) - hautin (n. m.) - haut-le-cœur (n. m. invar.) - haut-le-corps (n. m. invar.) - haut-le-pied (n. m. ou adj. ou adv. invar.) - haut-parleur (n. m. sing.) - haut-parleurs (n. m. pl.) - haut-relief (n. m. sing.) - hauts-de-chausses (n. m. pl.) - hauts-de-forme (n. m. pl.) - hauts-fonds (n. m. pl.) - hauts-reliefs (n. m. pl.) - hauturier, -ière (adj. m./f.) - havage (n. m.) - havanais (adj.) - Havanais, -aise (n. m./f.) | - havane (n. m.) - Havane, la (n. propre f.) - hâve (n. m.) - haveneau (n. m.) - havenet (n. m.) - haver (v.tr.) - haveur, -euse (n. m./f.) - havir (v. tr. ou pronom.) - havrais (adj.) - Havrais, -aise (n. m./f.) - havre (n. m.) - Havre, le (n. propre m.) - havresac ou havre-sac (n. m. sing.) - havresacs ou havre-sacs (n. m. pl.) - hayon (n. m.) |

### Mots commençant parhe-
| - hé ! (interj. ou n. m.) - heaume (n. m.) - heaumier (n. m.) - hé bien! (interj. ou n. m.) - heimatlos (adj. et n. invar.) - hein ? (interj. ou n. m.) - hélas ! (interj. ou loc. adv.) - héler (v. tr.) - héleur, -euse (n. ou adj. m./f.) - hèlement (n. m.) - hello (interj. ou n. m.) - hem ! ou hum ! (interj. ou n. m.) - hemloc ou hemlock (n. m.) - henné (n. m.) | - hennir (v. intr.) - hennissant (adj.) - hennissement (n. m.) - hennisseur, -euse (n. ou adj. m./f.) - Henri (n. propre m.), - henry (n. m.) - Henry (n. propre m.) - hep ! (interj. ou n. m.) - héraut (n. m.) - herchage ou herschage (n. m.) - hercher ou herscher (v. tr.) - hercheur, -euse ou herscheur, -euse (n. m./f.) - hère (n. m.) - hérissement (n. m.) | - hérisser (v. tr.) - hérisseur, -euse (adj. ou n. m./f.) - hérisson (n. m.) - hérissonner (v. tr.) - hermitique (adj.) - herniaire (adj. ou n. f.) - hernie (n. f.) - hernieux, -euse (adj. m./f.) - héron (n. m.) - héronnier, -ière (adj. m./f.) - héros (n. m.) - herschage ou herchage (n. m.) - herscher ou hercher (v. tr.) - herscheur, -euse ou hercheur, -euse (n. m./f.) | - herse (n. f.) - herser (v. tr.) - hertz (n. m. invar.) - hertzien, -ienne (adj. m./f.) - Hesse (n. propre f.) - hêtraie (n. f.) - hêtre (n. m.) - heu.../heux (interj. ou n. m. sing./pl.) - heulandite (n. f.) - heurt (n. m.) - heurtement (n. m.) - heurtequin (n. m.) - heurter (v. tr. ou pr.) - heurteur, -euse (n. ou adj. m./f.) - heurtoir (n. m.) |

### Mots commençant parhi-
L’aspiration du h est aujourd’hui souvent optionnelle pour les mots commençant par « hi- » indiqués ici, et la liaison (en h muet) est communément admise, sauf pour les anglicismes récents d’usage courant, les interjections, ou en cas d’homophonie avec un autre mot.[réf. nécessaire] Dans cette liste, hormis la racine grecque savante « hiéro- » très productive, la plupart des autres mots sont plus récents et d’origine germanique (néerlandaise, anglais moderne), où le h est nettement prononcé, ou bien sont des apports récents et savants d’autres langues plus lointaines.
| - hi ! (interj. ou n. m.) - hiatal, -aux (adj. sing./pl.) - hiatus (n. m.) - hibou, -oux (n. m. sing./pl.) - hic ! (interj. ou n. m.) - hic et nunc (loc. adv.) - hickory, -ies (n. m. sing./pl.) - hideur (n. f.) - hideusement (adv.) - hideux, -euse (adj. m./f.) - hie (n. f.) - hiement (n. m.) - hier (v. intr.) - hiéracocéphale (adj.) - hiérarchie (n. f.) - hiérarchique (adj.) - hiérarchiquement (adv.) - hiérarchiser (v. tr.) - hiérarchisation (n. f.) - hiératique (adj.) | - hiératiquement (adv.) - hiératisant (adj.) - hiératisé (adj.) - hiératisme (n. m.) - hiérochromie (n. f.) - hiérocrate (n. m.) - hiérocratisme (n. m.) - hiérodrame (n. m.) - hiérogamie (n. f.) - hiérogamique (adj.) - hiéroglyphe (n. m.) - hiéroglyphé (adj.) - hiéroglyphie (n. f.) - hiéroglyphié (adj.) - hiéroglyphique (adj.) - hiéroglyphiquement (adv.) - hiéroglyphisme (n. m.) - hiéroglyphite (n. m.) - hiérogramme (n. m.) | - hiérogrammate (n. m.) - hiérogrammatisme (n. m.) - hiérographe (n. m.) - hiéromancie (n. f.) - hiéromoine (n. m.) - hiérophanie (n. f.) - hiéroscopie (n. f.) - hiéroscopique (adj.) - hi-fi (loc. adj. abrév. invar.) - highlandais, -aise (adj. m./f.) - Highlander (n. m.) - Highlands (n. propre m. pl.) - high-life (n. m. anglicisme) - highlifer (v. intr. anglicisme) - highlifeur (n. m. anglicisme) - hi-han ! ou hi han ! (interj. ou n. m.) - hilaire (adj.) - hile (n. m.) - hiloire (n. f.) | - Hilbert (n. propre m.) - Hildegarde (n. propre f.) - hindi ou hindî (adj. ou n. m.) - hip hip hip ! (interj.) - hip-hop (n. m. ou adj. invar.) - hippie ou hippy, -ies (n. m./f. ou adj. sing./pl. anglicisme) - hiragana (n. m.) - Hiroshima (n. propre f.) - hissage (n. m.) - hisser (v. tr. ou pr.) - hissement (n. m.) - hisseur, -euse (n. ou adj. m./f.) - hit (n. m., angliscisme) - hit-parade (n. m. sing., angliscisme) - hittite (adj. ou n. m.) - Hittite (n. m./f.) |

### HLM (n. m./f.)
Ce sigle est le seul mot dont le « h » est aspiré commençant par « hl ».

### Mots commençant parho-ethoq-
La plupart des mots commençant par « ho- » ont un « h » aspiré. Les exceptions concernent les racines latines les plus courantes dont le « h » a perdu sa vocalisation par assimilation dans le langage courant (« hôte », « hospice » ou « hôpital » tous dérivés de « hospes »/« hospitis », le « h » étant assimilé par le « s » suivant, ou « heure »/« horo- » tiré de « hora » dont le « h » a été assimilé par les adjectifs précédents), par confusions entre plusieurs racines (par exemple, « homme » dérivé de la racine latine « homo » [être humain, semblable], en conflit avec la racine grecque homographe non aspirée).[Information douteuse]
| - ho ! (interj. ou n. m.) - Hobart (n. propre m.) - hobby, -ies (n. m. sing./pl.) - hobereau, -eaux (n. m. sing./pl.) - hobereautaille (n. f.) - hoberelle (n. f.) - hoc (n. m.) - hoca (n. m.) - hocco ou hocko (n. m.) - hoche (n. f.) - hochement (n. m.) - hochepot (n. m.) - hochequeue ou hoche-queue (n. m. sing.) - hochequeues ou hoche-queues (n. m. pl.) - hocher (v. tr.) - hochet (n. m.) - hockey (n. m.) - hockeyeur, -euse (n. m./f.) - hocko ou hocco (n. m.) | - hodja (n. m.) - hoffmannesque (adj.) - hoffmannien, -ienne (adj. m./f.) - hognement (n. m.) - hogner (v. intr.) - holà ! (interj. ou n. m./f. invar.) - holding (n. f.) - hôler (v. intr.) - hold-up (n. m.) - hollandais (adj.) - Hollandais, -aise (n. m./f.) - hollandaisement (adv.) - hollande (n. m./f.) - Hollande, la (n. propre f.) - hollandé (adj.) - hollandiser (v. tr.) - hollando-belge (adj.) - hollando-français, -aise (adj. m./f.) - hollando-norvégien, -ienne (adj. m./f.) | - hollando-saxon, -onne (adj. m./f.) - Hollywood (n. propre m.) - hollywoodesque (adj.) - hollywoodien, -ienne (adj. m./f.) - homard (n. m.) - homarderie (n. f.) - homardier (n. m.) - home (n. m. anglicisme) - home-cinema (n. m. anglicisme) - homespun (n. m. angl.) - hon ! (interj. ou n. m.) - Honduras, le (n. propre m.) - hondurien (adj.) - Hondurien, -ienne (n. m./f.) - Hongkong (n. f.) - Hongkongais, -aise (n. m./f.) - hongre (n. m.) - hongreline (n. f.) - hongrer (v. tr.) | - hongreur, -euse (n. m./f.) - Hongrie, la (n. propre f.) - hongrois (adj. ou n. m.) - Hongrois, -se (n. m./f.) - hongroyage (n. m.) - hongroyer (v. tr.) - hongroyeur, -euse (n. m./f.) - honnir (v. tr.) - honnissement (n. m.) - Honshu (n. propre f.) - honte (n. f.) - honteux, -euse (adj. m./f.) - honteusement (adv.) - hooligan (n. m.) - hop ! (interj.) - hoquet (n. m.) - hoqueter (v. intr. ou tr.) - hoquètement (n. m.) - hoqueton (n. m.) |

### Mots commençant parhor-ethou-
| - horde (n. f.) - horion (n. m.) - hormis (prép.) - hornblende (n. f.) - hors (prép. ou adv.) - horsain (n. m.) - hors-bord (loc. adj. ou n. m. sing.) - hors-bords (n. m. pl.) - hors-caste (n. m. sing.) - hors-castes (n. m. pl.) - hors-d’œuvre ou hors d’œuvre (n. m. invar.) - horseguard ou horse-guard (n. m. sing.) - horseguards ou horse-guards (n. m. pl.) - horse-pox (n. m. invar.) - hors-jeu (n. m. invar.) | - hors-la-loi (n. invar.) - hors-série (n. m. ou adj. invar.) - horst (n. m. invar.) - hors-texte (n. m. invar.) - hosannière (adj. f.) - hotdog ou hot-dog (n. m. sing.) - hotdogs ou hot-dogs (n. m. pl.) - hotte (n. f.) - hottée (n. f.) - hotter (v. tr.) - hottentot, -ote (adj. ou n. m./f.) - hotteur, -euse (n. m./f.) - hou ! (interj. ou n. m.) - houblon (n. m.) - houblonner (v. tr.) | - houblonneur, -euse (n. m./f.) - houblonnière (n. f.) - houdan (n. f.) - Houdan (n. propre m.) - houe (n. f.) - houhou (n. m.) - houille (n. f.) - houiller, -ère (adj. m./f.) - houle (n. f.) - houppe ou -ette (n. m./f.) - hourdi, -is (n. m. sing./pl.) - hourdis (n. m. invar.) - houret (n. m.) - houri (n. f.) - hourque (n. f.) - hourra ! ou hurra ! (interj. ou n. m.) | - hourvari (n. m.) - houseau, -eaux (n. m. sing./pl.) - houspiller (v. tr.) - houspilleur, -euse (adj. ou n. m./f.) - houspillement (n. m.) - houssage (n. m.) - houssaie (n. f.) - housse (n. f.) - housser (v. tr.) - houssine (n. f.) - houssoir (n. m.) - Houston (n. propre f.) - houx (n. m. invar.) - hoyau, -aux (n. m. sing./pl.) |

### Mots commençant parhu-
Presque tous les mots commençant par hu- ont un h aspiré. Les exceptions à cette liste concernent quelques termes pour lesquels le h n’est pas étymologique. En effet, il fut introduit pour éviter une confusion à la lecture entre v et u, noté jadis v également, tel est le cas d’huile (≠ ancien français vile > ville), d’huître (≠ vitre), d’huis (≠ vis) et de huit (≠ vit). Pourtant huit et huis clos ont un h aspiré, alors que huis et huissier n'en ont pas, conformément à la règle énoncée ci-dessus.
| - huard (n. m.) - hublot (n. m.) - huche (n. f.) - huchée (n. f.) - hucher (v. tr. ou pr.) - huchet (n. m.) - huchier (n. m.) - hue ! (interj. ou n. m.) - huée (n. f.) - huer (v. tr. ou pr.) - huerta, -as (n. f. sing./pl.) - huehau ! (interj. ou n. m.) - Hugo (n. propre m.) - hugolâtre (adj.) - hugolâtrie (n. f.) - hugolien, -ienne (adj. m./f.) | - hugotique (adj.) - hugotisme (n. m.) - Hugues, -ette (n. propre m./f.) - huguenot, -ote (n. ou adj. m./f.) - huit (adj. ou n. invar.) - huitain (n. m.) - huitaine (n. f.) - huitante (n. f.) - huitième (adj. ou n. m./f.) - Hulk (n. propre m.) - hulotte (n. f.) - hululation (n. f.) - hululer (v. tr.) - hum ! (interj. ou n.m.) - humage (n. m.) - humement (n. m.) | - humer (v. tr.) - humeux, -euse (adj. m./f.) - Hun(s) (n. propre) - humoter (v. tr.) - hune (n. f.) - hunier (n. m.) - hunter (n. m. anglicisme) - huppe (n. f.) - huppé (adj.) - huque (n. f.) - hure (n. f.) - hurlade (n. f.) - hurlée (n. f.) - hurlement (n. m.) - hurler (v. tr.) - hurleur, -euse (adj. m./f.) | - huro-iroquois, -oise (adj. m./f.) - Huro-iroquois, -oise (n. m./f.) - huron, -onne (adj. m./f.) - Huron, -onne (n. m./f.) - Huronien (n. m.) - huronien, -ienne (adj. m./f.) - hurricane (n. m.) - husky, -ies (n. m. sing./pl.) - hussard (n. m. ou adj.) - hussite (n. m.) - hussitisme (n. m.) - hutin (n. ou adj. m.) - hutinet (n. m.) - hutte (n. f.) - hutteau (n. m.) - hutter (v. tr.) - huttier (n. m.) |